# Popillia luteipennis
Popillia luteipennis är en skalbaggsart som beskrevs av Hope 1842. Popillia luteipennis ingår i släktet Popillia och familjen Rutelidae. Inga underarter finns listade i Catalogue of Life.